# Un saco de huesos
Un saco de huesos (en inglés: Bag of Bones) es una novela de Stephen King que fue publicada en el año 1998. Es un drama de fantasmas y misterio. El 11 de diciembre de 2011 se estrenó en Estados Unidos una adaptación para televisión concebida como una miniserie de dos capítulos, protagonizada por Pierce Brosnan. En España fue estrenada el 23 de febrero con el título de La maldición de Dark Lake.

## Argumento
Un escritor, Mike Noonan, tras quedarse viudo, decide irse a una cabaña junto al lago que tenía con su esposa Johana, que murió cuando estaba embarazada. Allí conoce a una nueva mujer, Mattie y a su hija pequeña Kyra, que viven acosadas por el abuelo de Kyra, Max Devore, un multimillonario local que quiere su custodia.
Mientras tanto, en la cabaña empiezan a suceder cosas extrañas: el señor Noonan escucha llantos de niños y gritos de una mujer por la noche, además de sentir otras presencias en su casa, una de ellas la de su difunta esposa, que intenta comunicarse con él y tiene cosas importantes que decirle.
La cabaña, se llama "Sara Risa" debido a que antiguamente habitaba en la zona una señora de raza negra llamada Sara Tidwell a la que siempre se la veía sonreír.